# 莱托波利斯

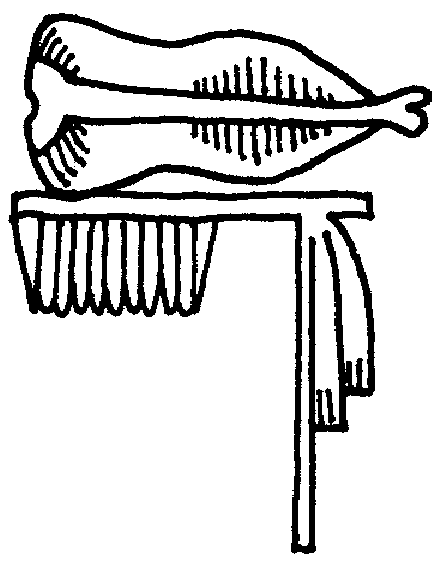
莱托波利斯诺姆的标志

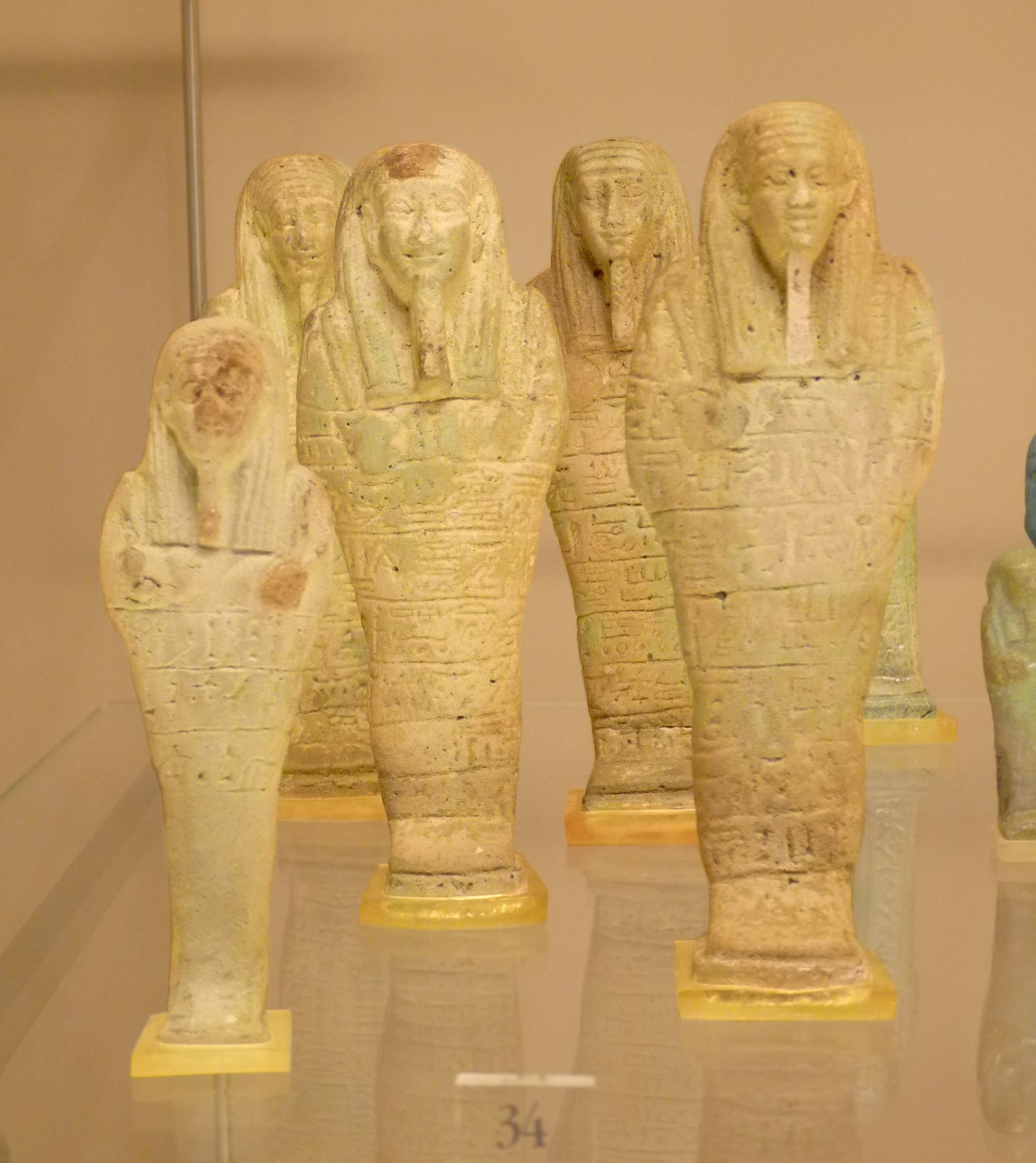
托勒密时期莱托波利斯的祭司安赫-哈皮（Ankh-hapi）的五件彩色巫沙布提俑。现藏于博洛尼亚考古学博物馆

莱托波利斯（希腊语：Λητοῦς Πόλις）是一座古埃及城市，同时也是下埃及第二诺姆的首府。其古埃及语的名称为科姆（ 𓋊𓐍𓐝𓂜𓊖𓉐 ，ḫm）。遗址位于现代的奥西姆（阿拉伯語：  اوسيم）。莱托波利斯是肯提伊尔蒂（Khenty-irty，即荷鲁斯）或肯提凯蒂（Khenti-kheti，也是荷鲁斯的化身）的崇拜中心。古王国时期（约公元前2686年至前2181年）的文献中就提到了该地以及当地神灵，并且可能在埃及历史相当早的时期就建立了神庙。然而遗址唯一已知的纪念性建筑只能追溯到古埃及后期（公元前664年至前332年）的法老，即尼科二世、普萨美提克二世、哈科尔和内克塔内布一世统治时期。

## 流行文化
莱托波利斯在2017年的电子游戏《刺客信条：起源》中被描绘成一个托勒密时期的城镇，被反派“重新发现”并作为基地。